# Phalotris multipunctatus
Phalotris multipunctatus är en ormart som beskrevs av Puorto och Ferrarezzi 1993. Phalotris multipunctatus ingår i släktet Phalotris och familjen snokar. Inga underarter finns listade i Catalogue of Life.
Enstaka exemplar av arten hittades i södra Brasilien i delstaterna São Paulo och Mato Grosso samt i Paraguay. De upptäcktes i savannlandskapet Cerradon, ibland intill jordbruksmark. Individerna gräver antagligen i lövskiktet och i det översta jordlagret. Honor lägger troligtvis ägg som hos andra ormar av samma släkte.
Landskapets omvandling till jordbruks- och betesmarker hotar beståndet. IUCN listar arten som starkt hotad (EN).